# Rynna denna
Rynna denna – podłużne zagłębienie na dnie korytarza jaskiniowego. Zostało utworzone przez swobodnie przepływającą korytarzem wodę. Rynny denne występują najczęściej w jaskiniach krasowych, np. w Rurze na Łopiankach, Jaskini za Matką Boską itp. Powstają w korytarzach częściowo tylko wypełnionych wodą. Gdy woda wypełnia cały korytarz i płynie pod ciśnieniem, wówczas tworzy w nim kotły wirowe.